# Ivan Woods
Ivan Woods (Toronto, 31 dicembre 1976) è un ex calciatore maltese, di ruolo attaccante.

## Carriera

### Club
Ha giocato nella massima serie del campionato maltese con varie squadre.

### Nazionale
Ha collezionato 49 presenze con la propria Nazionale, debuttando nel 2003.